# Министерство иностранных дел Финляндии
Министе́рство иностра́нных дел Финля́ндии (фин. Suomen ulkoasiainministeriö, швед. Utrikesministeriet i Finland) — государственное учреждение, несущее ответственность за подготовку и осуществление внешней политики Финляндии.
В министерстве занято около 1600 человек (из которых примерно 1030 женщин). МИД Финляндии обслуживает 97 зарубежных офисов (в большинстве — посольства). С 1987 года министерство располагается в районе Катаянокка Хельсинки. Ежегодно министерство проводит совещание для всех представляющих Финляндию дипломатов.

## Финансирование
Общий бюджет министерства в 2009 году составлял 1,176 млрд евро, из которых 746 млн было направлено на развитие сотрудничества и 202 млн евро — на эксплуатационные расходы министерства.

## Высшие министерские должности
С 20 июня 2023 года министерством руководит Элина Валтонен.
Самым высокопоставленным государственным служащим министерства после министров является государственный секретарь.
Госсекретарю помогают четыре заместителя государственного секретаря с обязанностями, распределенными следующим образом:
- Административные, правовые и протокольные вопросы
- По внешней политике и безопасности, связи и культуре
- По внешнеэкономической деятельности
- Международного сотрудничества и развития политики в области развития

## Структура
В министерстве имеется двенадцать отделов:
- Политический отдел;
- Отдел внешнеэкономических отношений;
- Отдел по политике в области развития;
- Департамент по Европе;
- Отдел по России, Восточной Европе и Центральной Азии;
- Отдел по Северной и Южной Америке и Азии;
- Отдел по Африке и Ближнему Востоку;
- Отдел по глобальным вопросам;
- Юридический отдел;
- Отдел по административным делам;
- Отдел культуры и коммуникаций;
- Протокольный отдел;

Помимо отделов, имеются два специализированных подразделения:
- Группа по внутренней ревизии
- Группа по планированию политики и исследованиям

## Сетевой шпионаж за министерством в 2013 году
В начале ноября 2013 года достоянием общественности Финляндии стали факты крупномасштабного сетевого шпионажа за министерством иностранных дел, вскрывшиеся в первой половине года. В шпионаже подозревались Россия и Китай. Премьер-министр Юрки Катайнен заявил, что он получил информацию о взломе сети министерства весной этого года. Катайнен заверил, что злоумышленники не получили доступа к наиболее конфиденциальной информации.